# 信砂駅
信砂駅（のぶしゃえき）は、北海道（留萌振興局）増毛郡増毛町大字舎熊村字信砂にあった北海道旅客鉄道（JR北海道）留萌本線の駅（廃駅）である。電報略号はノフ。
隣の舎熊駅との駅間距離は0.8 kmで、2016年（平成28年）に留萌駅 - 増毛駅間が廃止されるまでは北海道内最短であった。
また最終の留萌行き1本は当駅を通過していた。

## 歴史

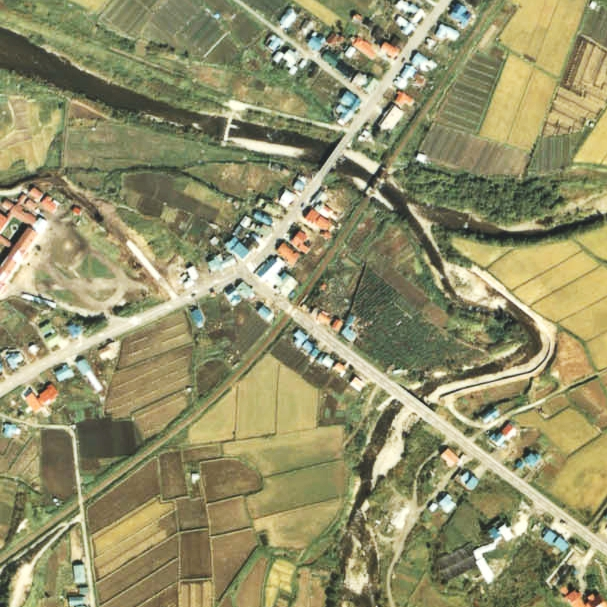
1977年の信砂仮乗降場と周囲約500m範囲。左下が増毛方面。1993年（平成5年）以降の位置と異なり、踏切に対して斜向かいの山側に設置されている。

- 1963年（昭和38年）12月1日：日本国有鉄道留萠本線の礼受駅 - 舎熊駅間に信砂仮乗降場（局設定）として新設開業[1]。旅客のみ取り扱い。
- 1987年（昭和62年）4月1日：国鉄分割民営化に伴い、北海道旅客鉄道（JR北海道）に承継。同時に旅客駅に昇格し、信砂駅となる[1]。
- 1990年（平成2年）3月10日：営業キロ設定。
- 1993年（平成5年）2月2日：増毛方に42m移設[2][3]。
- 2016年（平成28年）12月5日：留萌駅 - 増毛駅間の廃止に伴い廃駅[報道 1][報道 2]。

### 駅名の由来
当駅の所在する地名より。地名は、アイヌ語の「ヌプサペッ」（野を流れる川）、また「ヌプ・サ」（原野・浜）の転訛した「ヌプシャ」など、由来には諸説ある。松浦武四郎の日記にも「ノブシャ」と記載されている地である。

## 駅構造
単式ホーム1面1線を有する地上駅。ホームは線路の北西側（増毛方面に向かって右手側）に存在した。転轍機を持たない棒線駅となっていた。
仮乗降場に出自を持つ開業時からの無人駅で駅舎はないが、ホーム北側出入口附近に待合所を有した。工事現場用のプレハブの建物で、移設時に新築された。トイレはない。ホームは移設後も木製デッキ式であった床面に黄色い誘導ブロックが貼られていた。
1993年（平成5年）2月に附近の信砂川河川改修工事に伴い、42m増毛方に移設された。移設前の駅は、ホームは線路の南東側（増毛方面に向かって左手側）に存在し、駅舎はなくホーム南側出入口附近に阿分駅と同型の待合所を有していた。ホームは増毛方にスロープを有し駅施設外に連絡していた。

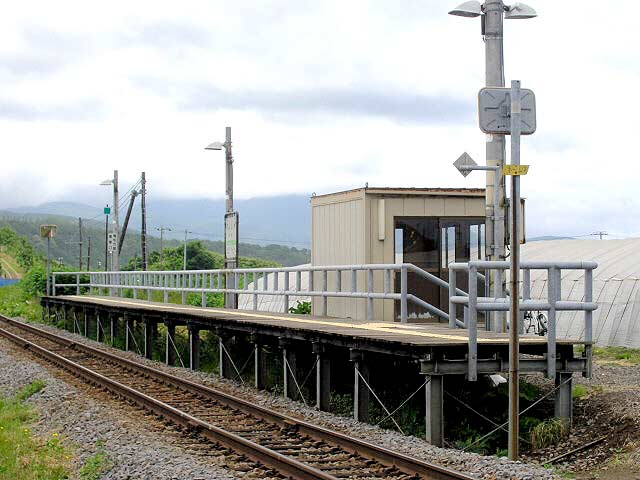
駅全景（2004年6月）
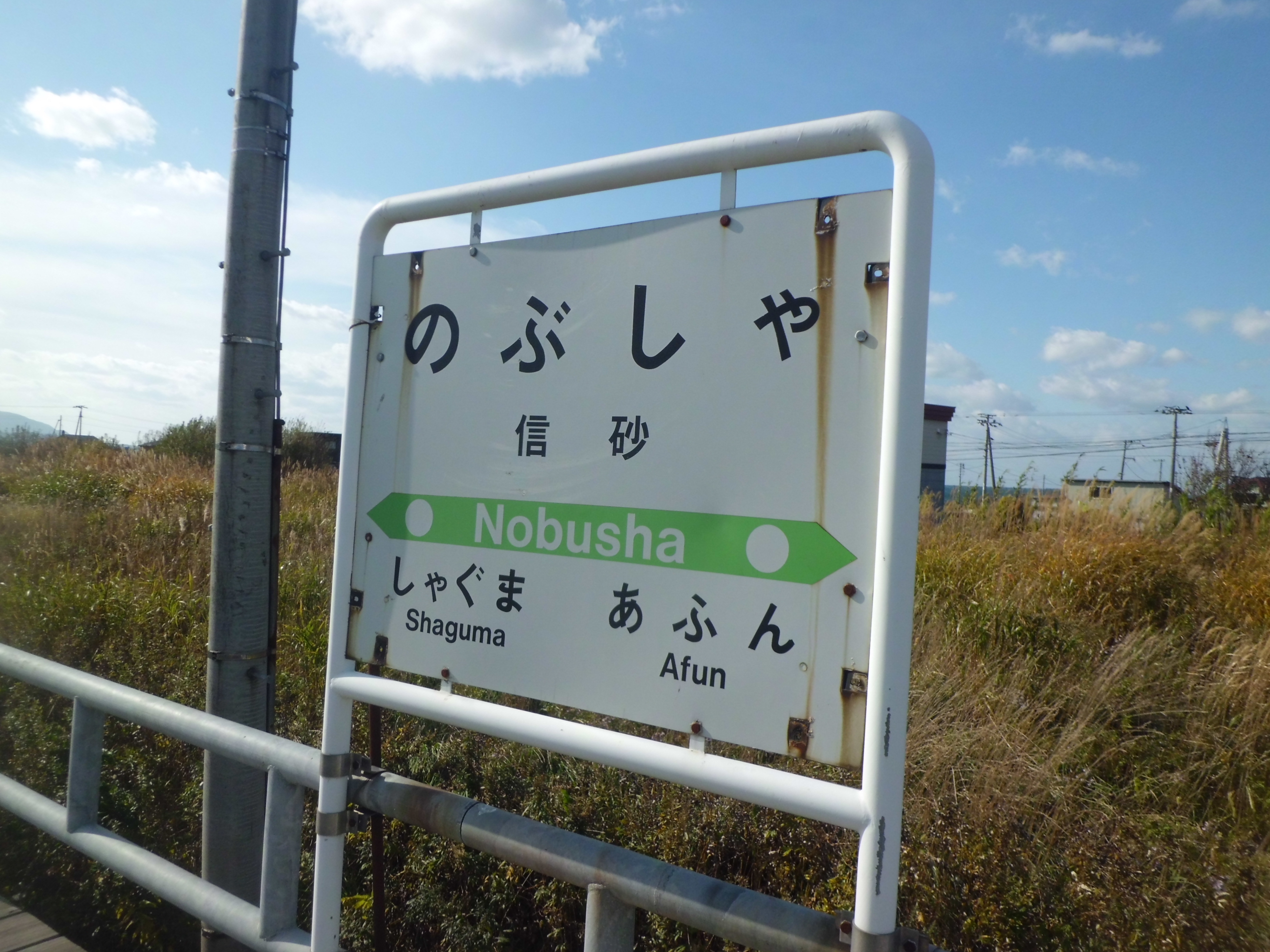
駅名標（2016年10月）

## 利用状況
- 1992年度（平成4年度）の1日乗降客数は24人[2]。
- 2011年（平成23年）- 2015年（平成27年）の11月の調査日に実施された、乗降人員調査の平均は「10名以下」[7]。

## 駅周辺
農村の集落がある。農耕地が広がっているが、民家や商店もある。
- 国道231号（日本海オロロンライン）
- 北海道道94号増毛稲田線
- 信砂川
- 新信砂川
- 沿岸バス「彦部」停留所

## 駅跡
2017年6月ごろ、廃駅舎が解体され更地となっている。同時期に隣接していた踏切も撤去され道路へと改修された。

## 隣の駅
北海道旅客鉄道（JR北海道）
留萌本線
阿分駅 - 信砂駅 - 舎熊駅

### 報道発表資料
1. ↑  『留萌線（留萌・増毛間）の鉄道事業廃止届の提出について』（PDF）（プレスリリース）北海道旅客鉄道、2016年4月28日。オリジナルの2016年4月29日時点におけるアーカイブ。2016年4月29日閲覧。
2. ↑  『留萌線（留萌・増毛間）の廃止日繰上げの届出について』（PDF）（プレスリリース）北海道旅客鉄道、2016年6月29日。オリジナルの2016年7月1日時点におけるアーカイブ。2016年7月1日閲覧。

### 新聞記事
1. ↑  堀雅晴 (2016年11月5日). “留萌線・留萌―増毛廃止まで1カ月 95年の歴史記憶に” (日本語). 北海道新聞. どうしんウェブ／電子版（道北） (北海道新聞社).  オリジナルの2016年11月5日時点におけるアーカイブ。 2016年11月5日閲覧。